# Tom Foley
Thomas Stephen "Tom" Foley, född 6 mars 1929 i Spokane, Washington, död 18 oktober 2013 i Washington, D.C., var en amerikansk politiker och diplomat.
Foley avlade 1957 juristexamen vid University of Washington. Han blev 1964 demokraternas kandidat för delstaten Washingtons 5:e distrikt i USA:s representanthus. Republikanen Walt Horan hade representerat distriktet sedan 1943. Foley vann valet och representerade distriktet i representanthuset 1965–1995. När Foley sedan kandiderade för en sextonde mandatperiod, förlorade han mot republikanen George Nethercutt.
Foley var ordförande i representanthusets jordbruksutskott 1975–1981, demokratisk whip 1981–1986, majoritetsledare 1986–1989 och talman 1989–1995. Han var USA:s ambassadör i Japan 1997–2001.
Foley förlorade sitt mandat i representanthuset i samband med de massiva demokratiska förlusterna i kongressvalen 1994, då republikanerna övertog majoriteten i kongressens båda kamrar. Som talman efterträddes han av den konservative Newt Gingrich.
Han gifte sig med Heather Strachan 1968.